# Славитинское сельское поселение
Славитинское сельское поселение — упразднённое муниципальное образование в Волотовском муниципальном районе Новгородской области России.
Административный центр — деревня Славитино.
Упразднено в марте 2020 года в связи с преобразованием муниципального района в муниципальный округ. Оно соответствует административно-территориальной единице Славитинское поселение Волотовского района.

## География
Территория поселения расположена на западе Новгородской области у административной границы с Псковской областью. На территории расположено озеро Должино (исток Северки) и природный заказник Должинское Болото.

## История
Славитинское сельское поселение было образовано законом Новгородской области от 2 декабря 2004 года № 350-ОЗ, Славитинское поселение — законом Новгородской области от 11 ноября 2005 года № 559-ОЗ.

## Населённые пункты
В состав поселения входят 41 населённый пункт.
| №  | Населённый пункт | Тип населённого пункта | Население |
| -- | ---------------- | ---------------------- | --------- |
| 1  | Верёхново        | деревня                | 142       |
| 2  | Восход           | деревня                | 6         |
| 3  | Выдра            | деревня                | 0         |
| 4  | Гаврилково       | деревня                | 12        |
| 5  | Городище         | деревня                | 14        |
| 6  | Городок          | деревня                | 1         |
| 7  | Должино          | деревня                | 16        |
| 8  | Жизлино          | деревня                | 30        |
| 9  | Заболотье        | деревня                | 25        |
| 10 | Заполосье        | деревня                | 5         |
| 11 | Заречье          | деревня                | 5         |
| 12 | Ильино           | деревня                | 67        |
| 13 | Клопцы           | деревня                | 21        |
| 14 | Кованцы          | деревня                | 17        |
| 15 | Кознобицы        | деревня                | 1         |
| 16 | Колотилово       | деревня                | 6         |
| 17 | Конотопцы        | деревня                | 13        |
| 18 | Красный Луч      | деревня                | 7         |
| 19 | Кривицы          | деревня                | 0         |
| 20 | Лужки            | деревня                | 0         |
| 21 | Лухино           | деревня                | 1         |
| 22 | Малое Заболотье  | деревня                | 4         |
| 23 | Мелочево         | деревня                | 3         |
| 24 | Меньково         | деревня                | 0         |
| 25 | Мостище          | деревня                | 8         |
| 26 | Нивки            | деревня                | 0         |
| 27 | Никулино         | деревня                | 16        |
| 28 | Окроево          | деревня                | 2         |
| 29 | Остров           | деревня                | 12        |
| 30 | Ретлё            | деревня                | 1         |
| 31 | Сельцо           | деревня                | 2         |
| 32 | Славитино        | деревня                | 162       |
| 33 | Снежка           | деревня                | 0         |
| 34 | Соловьёво        | деревня                | 122       |
| 35 | Средня           | деревня                | 2         |
| 36 | Старо            | деревня                | 3         |
| 37 | Сутоки           | деревня                | 8         |
| 38 | Токариха         | деревня                | 4         |
| 39 | Тюриково         | деревня                | 1         |
| 40 | Черенцово        | деревня                | 5         |
| 41 | Шилова Гора      | деревня                | 50        |

## Достопримечательности
- церковь во имя Феодора Стратилата в деревне Верёхново;
- часовни в деревнях Остров и Меньково (начало XIX века).